# Rhynchostegium pectinatum
Rhynchostegium pectinatum là một loài Rêu trong họ Brachytheciaceae. Loài này được (Mitt.) Paris miêu tả khoa học đầu tiên năm 1898.